# Maki Haneta
Maki Haneta (埴田 真紀 Haneta Maki?,  nacido el 30 de septiembre de 1972) es una exfutbolista japonesa que jugaba como defensa.
Haneta jugó 30 veces para la selección femenina de fútbol de Japón entre 1993 y 1997. Haneta fue elegida para integrar la selección nacional de Japón para los Copa Mundial Femenina de Fútbol de 1995 y Juegos Olímpicos de Verano de 1996.

## Trayectoria

### Clubes
| Club                                  | País  | Año  |
| ------------------------------------- | ----- | ---- |
| Matsushita Electric Panasonic Bambina | Japón | ???? |

### Selección nacional
| Selección | País  | Año         |
| --------- | ----- | ----------- |
| Absoluta  | Japón | 1993 - 1997 |

## Estadística de equipo nacional
| Selección femenina de fútbol de Japón | Selección femenina de fútbol de Japón | Selección femenina de fútbol de Japón |
| Año                                   | Partidos                              | Goles                                 |
| ------------------------------------- | ------------------------------------- | ------------------------------------- |
| 1993                                  | 5                                     | 1                                     |
| 1994                                  | 7                                     | 0                                     |
| 1995                                  | 8                                     | 0                                     |
| 1996                                  | 9                                     | 0                                     |
| 1997                                  | 1                                     | 0                                     |
| Total                                 | 30                                    | 1                                     |